# Алберги (Пистоја)
Алберги (итал. Alberghi) је насеље у Италији у округу Пистоја, региону Тоскана.
Према процени из 2011. у насељу је живело 56 становника. Насеље се налази на надморској висини од 262 м.